# ギャリック・オールソン
ギャリック・オールソン（英語: Garrick Ohlsson、1948年4月3日 - ）は、アメリカ・ニューヨーク州出身のピアニスト。

## 経歴
生い立ち
1984年、ニューヨーク州で生まれた。同州ホワイト・プレインズのウエストチェスター音楽院で８歳よりピアノを学んだ。13歳でジュリアード音楽院に入学し、サーシャ・ゴロドニツキとロジーナ・レヴィーンに師事。晩年のクラウディオ・アラウやオルガ・バラビニ、トム・リッシュマンからも学んだ。
1966年、18歳でブゾーニ国際ピアノコンクールに出場して優勝。1968年にはモントリオール国際コンクール、そして1970年には第8回ショパン国際ピアノコンクールに出場して優勝した。マズルカ賞も受賞した。
演奏家として
その後、世界各地で演奏活動を行った。日本では、アメリカ人であることや録音契約がマイナーレーベルであることなどが影響してか、キャリアと実力の割に知名度が低いが、欧米では絶大な人気がある。
近年は、かつて自身が出場し優勝したブゾーニ国際ピアノコンクールやショパン国際ピアノコンクールで審査員も務めている。

### 来日公演
日本では、1972年、1975年、1981年、1988年、2012年、2016年と6回来日公演している。2012年に来日した際には、NHK交響楽団とも共演した。最も最近は2016年に再来日し、全国で公演し、評価を新たにした。

## 演奏ならびにその特徴
レパートリー
バッハから後期ロマン派に至る正統的なレパートリーに加え、リストやラフマニノフ、スクリャービン、ブゾーニなどの超絶技巧を要する楽曲、ショスタコーヴィチやヴェーベルンなどの20世紀作品も得意としている。現代作曲家のジャスティン・デロ・ジョイオはオールソンのために作品を書いている。
身長195cmの大柄な体格と強靭な指を生かして豪快なフォルティッシモを轟かせるが、決して荒々しくならず、独特の柔らかみと温かみのある音色の持ち主。
繊細で軽やかな弱音も特筆に値する。

## 録音作品
レコード・CDは、ショパンコンクール優勝後に英EMIと契約しショパン（協奏曲、ポロネーズ全曲、ノクターン全曲など）を録音したのち、米マイナーレーベルのアラベスク（Arabesque）やテラーク（Telarc）、英ハイペリオン（Hyperion）と契約。独奏曲から協奏作品、室内楽、歌曲まで含めた網羅的なショパン全集やベートーヴェンのソナタ全集、ウェーバーのピアノ作品集（ソナタ全曲ほか）、ブラームス（変奏曲全集）、ブゾーニ（協奏曲）、ドビュッシー（12の練習曲）、ムソルグスキー（展覧会の絵）、スクリャービン （ソナタ全曲、練習曲全曲、詩曲全曲）、ラフマニノフ（ソナタ等）、ファリャ、シマノフスキ、ガーシュウィン、グリフィスなどを録音している。
ショパン全集では、主にベーゼンドルファー製のピアノを使用。鍵盤のアクションが重く一般的にはショパンに不向きとされてきた同器をあえて使い、奥行きと陰影ある表現を聴かせている。
なお、アラベスクのCDは現在、日本では入手困難。ただし、ショパン録音は全てハイペリオンから2008年に再発売されており、こちらは入手が比較的容易である。

## 受賞
- 1994年：エーブリー・フィッシャー賞を受賞。
- 2008年：グラミー賞を受賞した（ベートーヴェンのソナタ集に対して）。ノミネートは何度かされていた。